# Lathroplex clypearis
Lathroplex clypearis är en stekelart som beskrevs av Thomson 1887. Lathroplex clypearis ingår i släktet Lathroplex och familjen brokparasitsteklar. Arten är reproducerande i Sverige. Inga underarter finns listade i Catalogue of Life.